# لامبورگینی ۴۰۰ جی‌تی

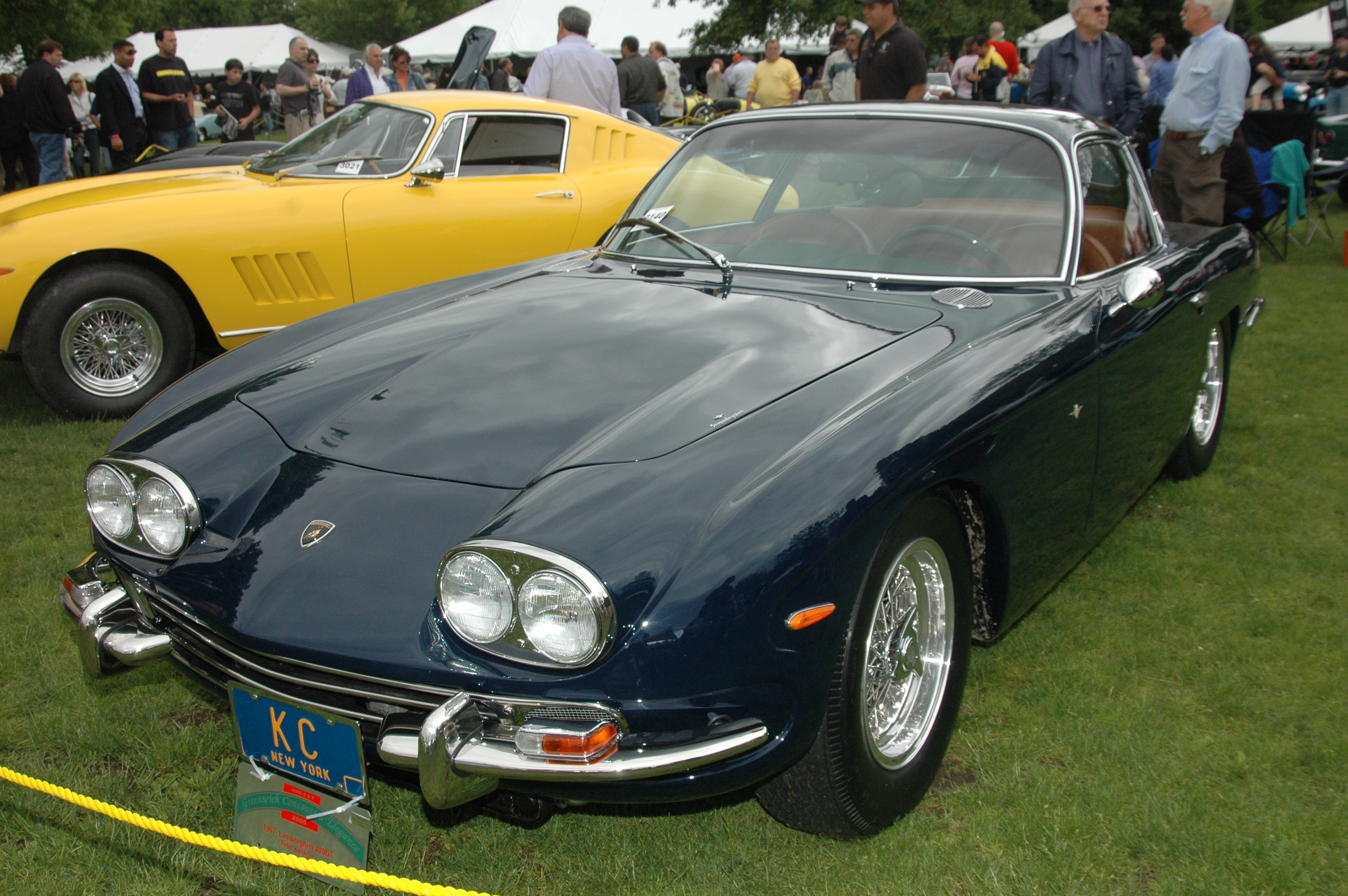

لامبورگینی ۴۰۰جی‌تی (Lamborghini ۴۰۰GT) خودرویی است که در سال‌های ۱۹۶۶ تا ۱۹۶۸ ۲۴۷ built تولید شده‌است. 
طراحی آن خودروهای موتور جلو-محور عقب بوده طول آن در حالت طبیعی ۴٬۴۷۰ میلیمتر (۱۷۶٫۰ اینچ)، عرض آن در حالت طبیعی ۱٬۷۲۷ میلیمتر (۶۸٫۰ اینچ) و ارتفاع آن در حالت طبیعی ۱٬۲۵۷ میلیمتر (۴۹٫۵ اینچ) و وزن آن در حالت طبیعی ۱٬۴۷۲ کیلوگرم (۳٬۲۴۵ پوند) است. 
موتور آن ۳۹۲۹ سی‌سی سیستم جعبه‌دندهٔ آن ۵ دنده به صورت دستی است.